# Тартрат магния
Тартрат магния — химическое соединение,
соль магния и винной кислоты с формулой MgC4H4O6,
бесцветные кристаллы,
слабо растворяется в воде,
образует кристаллогидраты.

## Физические свойства
Тартрат магния образует бесцветные кристаллы.
Слабо растворяется в воде.
Образует кристаллогидрат состава MgC4H4O6•5H2O.
Проявляет оптическую изомерию.